# Zhu Shaoliang
Zhu Shaoliang (朱紹良, 28 octobre 1891 - 25 décembre 1963) est un général de l'armée nationale révolutionnaire chinoise.
En 1935, il est choisi par Tchang Kaï-chek pour devenir commandant-en-chef de l'armée de la 3e route chargée d'exterminer les « bandits » (communistes). Zhu Shaoliang est alors le premier à recevoir les primes offertes pour quiconque aiderai à capturer les chefs communistes durant la Longue marche : le 7 septembre 1935, Tchang envoie à Zhu une liste des communistes les plus recherchés et le montant de la récompense pour aider à leur capture :
- Mao Zedong: 100 000 dollars vivant, 80 000 dollars mort
- Zhu De: 100 000 dollars vivant, 80 000 dollars mort
- Peng Dehuai: 60 000 dollars vivant, 40 000 dollars mort
- Lin Biao: 60 000 dollars vivant, 40 000 dollars mort
- Zhou Enlai: 50 000 dollars vivant, 30 000 dollars mort
- Bo Gu: 50 000 dollars vivant, 30 000 dollars mort
- Tous les commandants et cadres communistes de rang élevé :  30 000 dollars vivants, 20 000 dollars morts

Zhu Shaoliang transmet fidèlement ces informations à tous les soldats et civils possibles mais échoue à capturer ne serait-ce qu'un seul communiste de la liste, malgré des récompenses généreuses : le revenu mensuel d'un adulte dans l'Ouest de la Chine en 1935 n'est que d'un dollar et les récompenses pour la capture de Mao Zedong et de Zhu De équivalent à 8 333 années et 4 mois de revenu. Mao et les autres communistes sont assez satisfaits quand ils apprennent l'existence de ces récompenses qui prouvent qu'ils sont de formidables ennemis pour Tchang et pour répondre au Kuomintang, Zhang Wentian propose que les communistes mettent une récompense pour la capture de Tchang : dix centimes.